# The Key (pel·lícula de 1913)
The Key és un curtmetratge mut de l'Éclair dirigit per Oscar A.C. Lund i protagonitzat per Alec B. Francis, Clara Horton i Julia Stuart. Es va estrenar el 14 de maig de 1913.

## Argument
Clara, la filla petita d'Andrew Farley, queda tancada dins una caixa forta i, en veure que la clau ha desaparegut, els pares intenten treure-la abans que no s'ofegui. El pare cerca totes les estratègies possibles. Arriba a aconseguir que li portin un convicte expert en obrir caixes fortes però aquest només aconsegueix fer un forat per la porta. Finalment, la clau apareix, un llibreter descobreix que la té el fill, que l'havia robat per obtenir diners per a la seva mare, que vivia separada del seu marit.

## Repartiment
- Alec B. Francis (Andrew Farley)
- Julia Stuart (Mrs. Farley)
- Edward Morris (Joe Farley, el fill)
- Clara Horton (Clara Farley, la filla)
- Will E. Sheerer (Mr. Williams)
- J. Gunnis Davis (el convicte)
- Lamar Johnstone
- Lindsay J. Hall (Dr. Morton)
- Eleanor Harrington (Mary Williams)